# The Black Swan (livro)
O livro The Black Swan (Brasil: A lógica do cisne negro / Portugal: O cisne negro) foi escrito pelo ensaísta e pesquisador libanês radicado nos Estados Unidos da América, Nassim Taleb, e publicado no ano de 2007. A obra possui tal título em analogia à crença até 1697, dos europeus que acreditavam na existência apenas de cisnes brancos, quando neste ano avistaram pela primeira vez, um cisne negro na Austrália.

## Sinopse
Nassim Nicholas Taleb define no livro que cisne negro é um acontecimento improvável e que, depois do ocorrido, as pessoas procuram fazer com que ele pareça mais previsível do que ele realmente era.
No livro, o autor escreve que é impossível tentar antecipar e prever o futuro, já que aquilo que conhecemos é muito menor em relação ao que não conhecemos. Ele também explica como uma pessoa deve lidar com eventos inesperados em um mundo imprevisível e que elas tenham a consciência e aceitem que esses eventos, uma hora ou outra, acontecerão.
Taleb usa também alguns exemplos históricos para ilustrar os cisnes negros, como o atentado de 11 de setembro ao World Trade Center.
Esse tipo de acontecimento possui três características principais: é imprevisível, causa um impacto enorme e, depois de ter ocorrido, surgem frequentemente diversas explicações que o tentam afirmar como menos aleatório e mais previsível do que na realidade acontece. Segundo o autor, não temos consciência prévia destes fenómenos, dado que os seres humanos estão programados para aprender coisas especificas e não para pensar em generalidades. Assim, não conseguimos avaliar claramente as oportunidades, nem somos suficientemente abertos para fazermos fé naqueles que conseguem imaginar o impossível.
Devido ao seu caráter filosófico/científico, o Cisne Negro é também o símbolo do Laboratório de Simulações e Cenários da Marinha do Brasil
Curiosamente, esse livro apresenta uma análise sobre o perigo da concentração excessiva no sistema bancário, que mostrou ser, de facto, pertinente, pois, passado um ano, assistiu-se à falência do Lehman Brothers, em 2008.